# Кардона (Уругвай)
Кардона (исп. Cardona) — город на юго-западе Уругвая, на территории департамента Сорьяно.

## География
Город находится в юго-восточной части департамента, к югу от гряды Кучилья-дель-Пердио, на высоте 154 метров над уровнем моря.
Кардона расположена на расстоянии приблизительно 90 километров к юго-востоку от города Мерседес, административного центра департамента и на расстоянии 148 километров к северо-западу от Монтевидео, столицы страны. Ближайший гражданский аэропорт расположен в городе Колония-дель-Сакраменто.

## История
Кардона была основана 17 октября 1903 года. Получила статус малого города (Villa) 12 июня 1953 года. Получила статус города (Ciudad) 15 октября 1963 года.

## Население
По данным переписи 2011 года, население составляло 4 600 человек.
| Год  | Население |
| ---- | --------- |
| 1908 | 2 231     |
| 1963 | 4 110     |
| 1975 | 4 104     |
| 1985 | 3 822     |
| 1996 | 4 579     |
| 2004 | 4 689     |
| 2011 | 4 600     |

Источник: Instituto Nacional de Estadística de Uruguay